# Ferrari 125 F1
A Ferrari 125 F1 a Scuderia Ferrari olasz versenycsapat első Formula–1-es autója. Motorja megegyezik a párhuzamosan fejlesztett Ferrari 125 S sportautóéval, tervezői Enzo Ferrari,  Valerio Colotti és Gioacchino Colombo voltak. 

## Áttekintés
A 125 F1 egy mechanikus feltöltésű másfél literes V12-es motort kapott, kasztnija pedig acélcsővázra épült. Első felfüggesztése laprugós volt, a hátsó pedig torziós rugós, amelyet 1950-ben de Dion-csövesre építettek át. Csigahajtásos kormányművet és mind a négy kereket egyszerre fékező dobfékeket kapott, ami abban az időben általános volt. Először még nem a Formula–1-ben vetették be, hanem több különböző nagydíjon indultak vele.
Az eredeti kasztni ma már nem létezik, ugyanis ebből építették a Ferrari 375 F1-et, de a Ferrari-múzeumban megtalálható egy tökéletes replika, amibe belekerült az eredeti motor.

## Eredménylista

### Nem Formula–1-es győzelmek
| Dátum                | Helyszín                                   | Pilóták         |
| -------------------- | ------------------------------------------ | --------------- |
| 1948. október 24.    | Circuito del Garda, Salò                   | Giuseppe Farina |
| 1949. július 3.      | Svájci Nagydíj, Bremgarten                 | Alberto Ascari  |
| 1949. július 31.     | Zandvoort Nagydíj                          | Luigi Villoresi |
| 1949. augusztus 20.  | Daily Express-kupa, Silverstone            | Alberto Ascari  |
| 1949. szeptember 11. | Olasz Nagydíj, Monza                       | Alberto Ascari  |
| 1949. szeptember 25. | Csehszlovák Nagydíj, Brno                  | Peter Whitehead |
| 1950. július 13.     | Jersey Road Race                           | Peter Whitehead |
| 1950. augusztus 12.  | Ulster Trophy, Dundrod                     | Peter Whitehead |
| 1950. október 1.     | Interstate Race, Interlagos                | Francisco Landi |
| 1951. január 27.     | São Paulo Nagydíj                          | Francisco Landi |
| 1951. május 20.      | Governador Noguera Garcez Race, Interlagos | Francisco Landi |
| 1951. június 28.     | Bõa Vista Nagydíj, Rio de Janeiro          | Francisco Landi |

### Teljes Formula–1-es eredménylista
| Év      | Motor                  | Gumik | Pilóták         | 1   | 2   | 3   | 4   | 5   | 6   | 7   | 8   |
| ------- | ---------------------- | ----- | --------------- | --- | --- | --- | --- | --- | --- | --- | --- |
| 1950    | Ferrari 125 F1 1.5 V12 | D     |                 | GBR | MON | 500 | SUI | BEL | FRA | ITA |     |
| 1950    | Ferrari 125 F1 1.5 V12 | D     | Peter Whitehead |     | NI  |     |     |     | 3   | 7   |     |
| 1950    | Ferrari 125 F1 1.5 V12 | P     | Luigi Villoresi |     | KI  |     | KI  | 6   | NI  |     |     |
| 1950    | Ferrari 125 F1 1.5 V12 | P     | Alberto Ascari  |     | 2   |     | KI  |     |     |     |     |
| 1950    | Ferrari 125 F1 1.5 V12 | P     | Raymond Sommer  |     | 4   |     |     |     |     |     |     |
| 1951    | Ferrari 125 F1 1.5 V12 | D     |                 | SUI | 500 | BEL | FRA | GBR | GER | ITA | ESP |
| 1951    | Ferrari 125 F1 1.5 V12 | D     | Peter Whitehead | KI  |     |     | KI  |     |     |     |     |
| 1951    | Ferrari 125 F1 1.5 V12 | P     | Peter Whitehead |     |     |     |     |     |     | KI  |     |
| 1952    | Ferrari 166 F2 2.0 V12 | D     |                 | SUI | 500 | BEL | FRA | GBR | GER | NED | ITA |
| 1952    | Ferrari 166 F2 2.0 V12 | D     | Peter Whitehead |     |     |     |     | 10  |     |     | NK  |
| Forrás: |                        |       |                 |     |     |     |     |     |     |     |     |

### Grandes Épreuves eredmények
| Év   | Csapat           | Motor                  | Pilóták         | 1   | 2   | 3   | 4   | 5   |
| ---- | ---------------- | ---------------------- | --------------- | --- | --- | --- | --- | --- |
| 1948 | Scuderia Ferrari | Ferrari 125 F1 1.5 V12 |                 | MON | SUI | FRA | ITA | GBR |
| 1948 | Scuderia Ferrari | Ferrari 125 F1 1.5 V12 | Raymond Sommer  |     |     |     | 3   | -   |
| 1948 | Scuderia Ferrari | Ferrari 125 F1 1.5 V12 | B. Bira         |     |     |     | NC  |     |
| 1948 | Scuderia Ferrari | Ferrari 125 F1 1.5 V12 | Giuseppe Farina |     |     |     | KI  | -   |
| 1949 | Scuderia Ferrari | Ferrari 125 F1 1.5 V12 |                 | GBR | BEL | SUI | FRA | ITA |
| 1949 | Scuderia Ferrari | Ferrari 125 F1 1.5 V12 | Alberto Ascari  |     | 3   | 1   | VL  | 1   |
| 1949 | Scuderia Ferrari | Ferrari 125 F1 1.5 V12 | Luigi Villoresi |     | 2   | 2   | KI  | KI  |
| 1949 | Scuderia Ferrari | Ferrari 125 F1 1.5 V12 | Felice Bonetto  |     |     |     |     | KI  |
| 1949 | Scuderia Ferrari | Ferrari 125 F1 1.5 V12 | Raymond Sommer  |     |     |     |     | 5   |
| 1949 | Scuderia Ferrari | Ferrari 125 F1 1.5 V12 | Dudley Folland  | 8*  |     |     |     |     |
| 1949 | Scuderia Ferrari | Ferrari 125 F1 1.5 V12 | Peter Whitehead | 8*  |     | 9   |     |     |
| 1949 | magán            | Ferrari 125 F1 1.5 V12 | Peter Whitehead |     | 4   |     | 3   | KI  |

* megosztva vezetett Dorino Serafinivel